# Georgetown (ort i Australien, South Australia)
Georgetown är en ort i Australien. Den ligger i kommunen Northern Areas och delstaten South Australia, omkring 170 kilometer norr om delstatshuvudstaden Adelaide.
Trakten runt Georgetown är nära nog obefolkad, med mindre än två invånare per kvadratkilometer.. Närmaste större samhälle är Gladstone, omkring 12 kilometer norr om Georgetown.
Trakten runt Georgetown består till största delen av jordbruksmark. Genomsnittlig årsnederbörd är 533 millimeter. Den regnigaste månaden är juni, med i genomsnitt 86 mm nederbörd, och den torraste är december, med 14 mm nederbörd.